# لامار جونسون
لامار جونسون هو ممثل كندي، ولد في 18 يوليو 1994 في كندا.

## أعمال

### أفلام
- (2019) عنقاء الظلام[4][5]

## وصلات خارجية
- لامار جونسون على موقع IMDb (الإنجليزية)
- لامار جونسون على موقع قاعدة بيانات الفيلم (الإنجليزية)